# 下弗劳恩海德
下弗劳恩海德是奥地利布尔根兰州上普伦多夫县的一个市镇。总面积10.98平方公里，总人口759人，人口密度69.1人/平方公里（2001年）。